# Михайлов, Андрей Кирьянович
Андрей Кирьянович Михайлов (1924 — неизв.) — передовик рыбной промышленности, капитан малого рыболовного сейнера. Герой Социалистического Труда (1957). Депутат Верховного Совета РСФСР 5-го созыва.

## Биография
Родился в 1924 году в семье рыбака в деревне Кузнецово (в 2001 году упразднена) Ольгинской волости Владивостокского уезда Приморская губерния (c 1932 в Тернейском районе Приморского края).
В 1942 году, окончив 6 классов, стал рыбаком в колхозе «Ударник», с которым в 1947 году переселился в Сахалинскую область и обосновался в посёлке Яблочное Чеховского района. В 1950 году стал капитаном малого рыболовного сейнера. По итогам 1955 года экипаж судна был утверждён участником Всесоюзной сельскохозяйственной выставки и завоевал диплом 1-й степени. Ежегодно команда сейнера, возглавляемая Михайловым, намного перевыполняла свои производственные задания: так в 1957 году она выловила 5800 центнеров рыбы при плане 2140, а в 1958 — 7136 центнеров против 2930 по заданию.
Указом Президиума Верховного Совета СССР от 2 марта 1957 года «за выдающиеся успехи в развитии рыбного промысла в открытых морях и достигнутые высокие показатели в добыче рыбы» удостоен звания Героя Социалистического Труда с вручением ордена Ленина и золотой медали «Серп и Молот».
В последующие годы — капитан рыболовецкого колхоза имени Калинина, рыболовецкого колхоза имени В. И. Ленина.
Избирался депутатом Верховного Совета РСФСР 5-го созыва по Холмскому избирательному округу № 588 (1959—1963), районного (Чеховского) и областного Совета депутатов трудящихся (1957).

## Награды и звания
- 02.03.1957 — звание Герой Социалистического Труда с вручением ордена Ленина и золотой медали «Серп и молот».
- Отличник социалистического соревнования рыбной промышленности СССР